# Арбузинка (река)
Арбузи́нка (укр. Арбузи́нка) — река в Николаевской области Украины, правый приток Мертвовода.
Берёт начало неподалёку от посёлка Арбузинка, впадает в Мертвовод напротив села Актово. Вблизи устья на берегах реки расположено заповедное урочище Трикратский лес.
По берегам Арбузинки многочисленные выходы гранитов, поблизости расположено несколько заброшенных гранитных карьеров.